# Epigonion
Epigonion var ett harpliknande stränginstrument som användes i Grekland under antiken.
Epigonion omnämns av den grekiske författaren Athenaios år 183 e.Kr., flera århundraden sedan instrumentet slutat att användas. Instrumentet har sitt namn efter musikern Epigonus, som anses ha konstruerat det.
Epigonion hade 40 strängar att knäppas med båda händernas fingrar. De var arrangerade i par och kunde frambringa 20 toner i en kromatisk skala. Instrumentet har likheter med den arabiska qanun, som utvecklats ur den gammalegypiska harpan, och dess europeiska variant psalterium inom cittra-familjen. 

## Virtuell epigonion
Italienska musikkonservatorier har inom ASTRA-projektet (Ancient Instruments Sound/Timbre Reconstruction Application) gjort datorsimuleringar av en epigonion på basis av arkivkunskap om instrumentet.